# Bauzemont
Bauzemont település Franciaországban, Meurthe-et-Moselle megyében. Lakosainak száma 155 fő (2022. január 1.). Bauzemont Bathelémont, Crion, Einville-au-Jard, Hénaménil, Raville-sur-Sânon és Valhey községekkel határos.

## Népesség
A település népességének változása:
| Lakosok száma | 151  | 131  | 133  | 152  | 150  | 149  | 154  | 156  | 156  | 155  |
|               | 1968 | 1982 | 1990 | 2006 | 2013 | 2015 | 2017 | 2019 | 2020 | 2022 |